# Laurențiu Bârzu
Laurențiu Bârzu (n. 1861, Bacău de Mijloc, Comitatul Arad, Imperiul Austriac – d. 1947, Bacău de Mijloc, Județul Arad, Regatul României) a fost un deputat în Marea Adunare Națională de la Alba Iulia, organismul legislativ reprezentativ al „tuturor românilor din Transilvania, Banat și Țara Ungurească”, cel care a adoptat hotărârea privind Unirea Transilvaniei cu România, la 1 decembrie 1918.

## Biografie
Laurențiu Bârzu, născut la data de 8 ianuarie 1861 în Bacăul de Mijloc, a urmat cursurile de studii superioare în cadrul institutului teologic. În cursul vieții sale s-a deosebit prin funcția de preot paroh timp de 50 de ani  în comuna Bacău de Mijloc fiind în același timp și consilier în scaunul protopopesc, sfârșind din viață la data de 1 mai 1947 în locul său natal, Bacău de Mijloc cunoscut și sub numele de Bacamezeu.

## Activitatea politică
În domeniul politic, Laurențiu Bârzu s-a afirmat ca și delegat supleant în cadrul Marii Adunări a anului 1918 de la Alba-Iulia al Cercului Făget-Birchiș, județul Caraș-Severin. După evenimentul Marii Uniri, face parte din P.N.R. și este ales protopop deputat în Parlamentul României.

## Recunoașteri
În timpul îndeplinirii funcției sale de paroh-consilier este decorat cu brâul roșu pentru merite.